# Bellefonte (Kentucky)
Bellefonte és una població dels Estats Units a l'estat de Kentucky. Segons el cens del 2000 tenia 837 habitants.

## Demografia
Segons el cens del 2000, Bellefonte tenia 837 habitants, 349 habitatges, i 270 famílies. La densitat de població era de 448,8 habitants/km².
Dels 349 habitatges en un 26,4% hi vivien nens de menys de 18 anys, en un 69,3% hi vivien parelles casades, en un 6,3% dones solteres, i en un 22,6% no eren unitats familiars. En el 21,5% dels habitatges hi vivien persones soles el 12,9% de les quals corresponia a persones de 65 anys o més que vivien soles. El nombre mitjà de persones vivint en cada habitatge era de 2,4 i el nombre mitjà de persones que vivien en cada família era de 2,77.
Per edats la població es repartia de la següent manera: un 20,1% tenia menys de 18 anys, un 3,8% entre 18 i 24, un 21,1% entre 25 i 44, un 31,5% de 45 a 60 i un 23,4% 65 anys o més.
L'edat mediana era de 48 anys. Per cada 100 dones de 18 o més anys hi havia 89,5 homes.
La renda mediana per habitatge era de 73.333 $ i la renda mediana per família de 81.798 $. Els homes tenien una renda mediana de 56.964 $ mentre que les dones 40.000 $. La renda per capita de la població era de 37.813 $. Cap de les famílies i l'1,8% de la població estaven per davall del llindar de pobresa.

## Poblacions més properes
El següent diagrama mostra les poblacions més properes.